# 国子监来了个女弟子
《國子監來了個女弟子》，2021年中国大陆宋朝古装爱情剧。根据花千辞同名小说改编，由許珮珊执导，赵露思、徐开骋领衔主演，任豪、安泳畅、敖瑞鹏、杜煜、李星瑶联合主演，张月特别出演。2020年9月15日在浙江橫店影視城開機，同年12月15日殺青。2021年9月22日在腾讯视频、优酷、WeTV、芒果TV国际版首播。

## 播放平台
| 頻道         | 所在地   | 播出日期                     | 播出時間 | 備註                                              |
| 騰訊視頻     | 中国大陆 | 2021年9月22日-2021年10月21日 | 20:00    | 首周三、四、五更新2集，次周起每周二、三、四更新。 |
| 优酷         | 中国大陆 | 2021年9月22日-2021年10月21日 | 20:00    | 首周三、四、五更新2集，次周起每周二、三、四更新。 |
| WeTV         | 全球     | 2021年9月22日-2021年10月21日 | 20:00    | 首周三、四、五更新2集，次周起每周二、三、四更新。 |
| 芒果TV國際版 | 全球     | 2021年9月22日-2021年10月21日 | 20:00    | 首周三、四、五更新2集，次周起每周二、三、四更新。 |

## 剧情介绍
边塞长大的桑太尉之女桑祈（赵露思 饰）被人挖坑应下了一个赌约，要让清冷傲娇的大燕第一公子晏云之（徐开骋 饰）收下自己的荷包，否则就要在上元节之夜当众登台献艺。本以为能轻松完成，谁料波折重重。为了完成哥哥桑羽的遗志，她费尽心思考入国子监，成为史无前例的惟一女弟子。碰巧晏云之也在国子监授课，两人从师生斗法到情投意合，携手读书习武，互相萌生爱意。与此同时，京城的和平局面因一神秘组织被破坏，为了查出幕后主使，桑祈与晏云之联手查旧案、锄奸佞，誓要保家卫国。在经历了一场恶战后，真相大白。两人也功成身退，回归国子监，迎天下学子，成一世佳话，并实现国子监广开门庭、男女平权读书的理想。

## 演员列表

### 主要演员
| 演員   | 角色            | 介紹 | 配音演员 |
| 赵露思 | 桑祈            | 國子監第一女弟子 桑太尉之獨女 桑羽的妹妹 为了完成哥哥的遗志和为了让晏云之收下荷包而进入国子监，成为了国子监历史上第一个女弟子。做事果断，性格开朗，貌美伶俐，遇到问题就去想办法解决，武力值与智商都在线。 | 原声     |
| 徐开骋 | 晏雲之 （小白） | 大燕第一公子 國子監司業 宰相庶子，晏鹤行的姪子 桑祈哥哥桑羽的好友—小白 才华横溢，在国子监教学，多次拒绝了桑祈，没想到桑祈却以女子身份进入了国子监。                                                       | 邊江     |

### 其他演员
| 演員   | 角色            | 介紹 | 配音演员 |
| 任豪   | 卓文遠          | 四大公子之一 卓貴妃之姪 桑祈的青梅竹馬，喜歡桑祁 天資聰穎，卻為人心思狠毒，在一次藥房取名單，弄混了藥單，間接害死了桑祈的哥哥桑羽。本在國子監菁英雲集的「天」字班，為了桑祈轉到「黃」班，在桑祈身邊守護著她。桑祈進入國子監之後，跟卓文遠關係也很親近，但短暫的美好過後，卓文遠的野心慢慢膨脹，他想要做皇帝，為此不惜傷害桑祈。 | 吳韜     |
| 安泳畅 | 蘇解語 （蘭姬） | 汴京第一才女 中書令蘇庭之女 清玄君的妹妹 晏雲之的青梅竹馬 溫柔如水，談吐高雅，自帶書香之氣。在發現晏雲之與桑祈兩人真摯的感情后，也最終選擇了退出，成全了這對情侶。 |          |
| 李佳洁 | 文鸢            | 苏解语的贴身婢女 |          |
| 敖瑞鹏 | 閆琰            | 四大公子之一 太師嫡子 汴京出名的紈絝子弟 喜歡蓮翩 國子監中的小魔王，性格直來直往，十分好面子。但同時，他也重情重義重孝道。因荷包烏龍事件與桑祈陰差陽錯結下樑子，翻車的同時慘遭國子監全體師生圍觀，立刻成為眾人的笑點。常與宋落天互看不順眼。                                                                                    |          |
| 张月   | 宋佳音          | 宋太傅之長女 宋落天的姐姐 刁蠻的大小姐，雖然外表囂張跋扈，但是內心其實是個善良的女孩。宋佳音愛慕的人是晏雲之，但晏雲之性格高冷，總給人一種距離感。加上他對桑祈有好感，所以宋佳音每每感到無趣和無力，只能故意跟她處處作對。 |          |
| 杜煜   | 宋落天          | 宋太傅之長子 宋佳音的弟弟 他生性高傲，是国子监里的小霸王，但在嚣张跋扈的外表之下，他却是个典型的宠姐狂魔，面对亲姐姐宋佳音被欺负，他总是能第一时间冲在前面，不愿别人忤逆自己的至亲至爱。常與閆琰互看不順眼。 |          |
| 李星瑶 | 蓮翩            | 原本只是一名丫鬟的莲翩，後被桑巍收養為桑家三小姐 与自己的小姐桑祈一起长大，两人相互信任和依靠，一起渡过了桑府的危机，和闫琰经过了起起落落后，也成功地走到了一起，并得到所有人的祝福。 |          |
| 陈康   | 白时            | 晏云之的侍衛 |          |
| 蒙恩   | 景木            | 卓文遠的侍衛 |          |
| 邱柏皓 | 嚴三郎/嚴樺     | 晏雲之、蘇解語、清玄君、桑羽的多年好友 |          |
| 蒋恺   | 桑巍            | 桑太尉 桑祈之父，女儿奴 |          |
| 梁国荣 | 晏相            | 晏云之之父 晏鹤行的哥哥 |          |
| 李晓红 | 晏夫人          | 晏相之妻 晏云之之母 |          |
| 郭军   | 晏鹤行          | 晏相的弟弟 晏云之的二叔 桑祈與閆琰的師父 |          |
| 卢勇   | 宋太傅/宋玉承   | 宋佳音、宋落天之父 |          |
| 张垒   | 官家            | 當今聖上。 |          |
| 吕夏   | 卓貴妃          | 卓文遠的姑姑 |          |
| 賈舒夷 | 張媽媽          | 西昭頭目 卓文遠的合作夥伴 |          |
| 張昊玥 | 淺酒            | 西昭人 卓文遠的合作夥伴 |          |
| 刘述   | 清玄君          | 四大公子之一 中書令蘇庭之子 苏解语的哥哥 |          |
| 李星霖 | 魏展鴻          | 宋落天的好友，與父親魏大人實為西昭的暗線。 |          |
| 赵越   | 桑羽            | 桑太尉之子 桑祈的哥哥、晏雲之的好友 已故 |          |
|        | 馮博士          | 國子監監丞 太學老師 為人古板，不喜變通。對於桑祈來國子監念書一事頗有不滿。 |          |
|        | 霍成博士        | 教授武學的老師。 曾在桑太尉麾下，與桑家關係交好，在桑祈入學考試時沒有為難她。 |          |

## 电视原声带

### 中国大陆
| 《国子监来了个女弟子》电视剧原声带 | 《国子监来了个女弟子》电视剧原声带 | 《国子监来了个女弟子》电视剧原声带 | 《国子监来了个女弟子》电视剧原声带 | 《国子监来了个女弟子》电视剧原声带 | 《国子监来了个女弟子》电视剧原声带 |
| 曲序                               | 曲目                               |                                    | 作曲                               | 编曲                               | 演唱                               |
| ---------------------------------- | ---------------------------------- | ---------------------------------- | ---------------------------------- | ---------------------------------- | ---------------------------------- |
| 1.                                 | 遇見女弟子（片头曲）               | 如一                               | 高瑩                               | 崔博源                             | 張月                               |
| 2.                                 | 生世（片尾曲）                     | 刘夙瑤、徐成                       | 劉夙瑤                             | 趙瑟                               | 葉炫清、劉鳳瑤                     |
| 3.                                 | 意氣趁年少（主題曲）               | 江眉妩                             | 清桑                               | 崔博源                             | 劉宇寧                             |
| 4.                                 | 此生予你（人物主題曲）             | 清彥                               | 高瑩                               | Jerry C                            | 趙露思                             |
| 5.                                 | 第二次相遇（插曲）                 | 金小K、林喬                        | 岑思源                             | 陳彥尊                             | 任豪                               |
| 6.                                 | 情謡（插曲）                       | 辛沐、林喬                         | 武鵬飛                             | 俊吉                               | 井朧                               |